# Гутенберг (Горња Франконија)
Гутенберг (њем. Guttenberg) општина је у њемачкој савезној држави Баварска. Једно је од 22 општинска средишта округа Кулмбах. Према процјени из 2010. у општини је живјело 561 становника. Посједује регионалну шифру (AGS) 9477118.

## Географски и демографски подаци
Гутенберг се налази у савезној држави Баварска у округу Кулмбах. Општина се налази на надморској висини од 452 метра. Површина општине износи 10,6 km². У самом мјесту је, према процјени из 2010. године, живјело 561 становника. Просјечна густина становништва износи 53 становника/km².